# فروهبورغ
فرهبورغ (زاكسن) (بالألمانية: Frohburg) هي بلدة ألمانية تقع في ألمانيا في ساكسونيا.  يقدر عدد سكانها بـ 11,195 نسمة .

## المدن التوأمة
مدن Uetze و Schalkstetten هي مدن توأمة لـفرهبورغ (زاكسن).